# MAGICAL ACOUSTIC TOUR
『MAGICAL ACOUSTIC TOUR』（マジカルアコースティックツアー）は、大石昌良のソロ6作目のシングル。2013年3月に発売された。

## 概要
前作『ダイヤモンド』から約3年ぶりのリリース。前作に引き続き今作も全国流通はなく、ライブ『マジカルミュージックツアー』の会場にて販売された。
4thアルバム『マジカルミュージックツアー』に収録されている楽曲の弾き語り音源が収録されている。

## 収録曲
全作詞・作編曲：大石昌良
1. ピエロ [4:41]
2. レディオフィッシュ [4:10]
3. ミスター [4:14]